# Споменик на Бранковинском вису
Споменик на Бранковинском вису, код села Бранковина, на територији општине Ваљево, је знаменито место и састоји се од споменика који је пирамидалног облика висине 4,55 м, постављен на квадратном каменом постољу димензија 3,40 х 3,40 цм. са јужне стране обележја, при врху, постављен је грб Социјалистичке Републике Србије, а нешто ниже црна мермерна плоча са посветом:
Са овог места 28. фебруара 1804. године народ ваљевског краја предвођен Протом Матејом и Јаковом Ненадовићем пошао је у борбу против турских завојевача и угњетача српског народа. О прослави 150-годишњице Првог српског устанка захвално потомство подиже овај споменик свим палим борцима ваљевског краја за национално ослобођење нашег народа, а на чијим ће се примерима херојства и љубави према слободи и отаџбини учити и васпитавати млађа покољења
Место је проглашено за знаменито 27. децембра 2005. године.

## Историја
Сазнавши о Збору првих устаника у Орашцу, на дан 16/28. фебруара 1804. године, на Бранковинском вису се окупило око 700 наоружаних људи. По налогу Проте Матеје Ненадовиће из бранковинске цркве изнесен је барјак и пободен међу устанике. Међутим, после неколико дана, кад ту више није било ни проте Матеје, већина их се разишла, под утицајем преплашеног кнеза Пеје Јанковића.